# Liste der Kardinalgroßpönitentiare
Der Kardinalgroßpönitentiar ist ein Amtsträger der Katholischen Kirche. Der Inhaber dieses Amtes, ein Kardinal, steht der Apostolischen Pönitentiarie vor, einer als Gerichtshof des Vatikans ausgestalteten Behörde, die unter anderem für das Gnaden- und Ablasswesen zuständig ist.
- Giovanni di San Paolo (ca. 1200–1216)
- Nicola de Romanis (1216–1219)
- Thomas von Capua (1219–1239)
- Hugo von Saint-Cher (circa 1245–1263)
- Guido Foucault (1263–1265)
- Henricus de Segusio (1266–1271)[1]
- Pierre de Tarentaise (1273–1276)
- Bertrand de Saint-Martin (1276–1278)
- Bentivenga de Bentivengis (1279–1289)
- Matteo di Aquasparta (1289–1302)
- Gentile Partino (1302–1305)
- Béranger Frédol der Ältere (1306–1323)
- Vakanz (1323–1327)
- Gauscelin de Jean (circa 1327–1348)
- Stephan Aubert (1348–1352), der spätere Papst Innozenz VI.
- Gil Álvarez Carillo de Albornoz (1352–1367)
  - Francesco degli Atti (Sub-Pönitentiar ca. 1353–1361)
- Guillaume Bragose (Sub-Pönitentiar 1361–1367, Großpönitentiar 1367)
  - Galhardus de Boscoviridi (Regent der Apostolischen Pönitentiarie 1367–1369)
- Etienne de Poissy (1369–1373)
- Jean du Cros (1373–1378)
  - Giovanni d'Amelia (Regent der Apostolischen Pönitentiarie 1378)
- Eleazario da Sabrano (1378–1379)
  - Augustin de Lanzano (Regent der Apostolischen Pönitentiarie 1379–1382)
- Luca Rodolfucci de Gentili (1382–1388)
  - Augustin de Lanzano (Regent der Apostolischen Pönitentiarie 1388–1389)
- Niccolo Caracciolo Moschino (1389)
- Francesco Carbone Tomacelli (1389–1405)
- Antonio Caetani (1405–1412)
- Pierre Girard (1409–1415)
- Giovanni Dominici (1415–1419)
- Giordano Orsini (1419–1438)
- Niccolò Albergati (1438–1443)
- Giuliano Cesarini (1444)
- Giovanni Berardi (1444–1449)
- Domenico Capranica (1449–1458)
- Filippo Calandrini (1459–1476)
- Giuliano della Rovere (1476–1503)
- Pedro Luis de Borja Llançol de Romaní (1503–1511)
- Leonardo Grosso della Rovere (1511–1520)
- Lorenzo Pucci (1520–1529)
- Antonio Pucci (1529–1544)
- Roberto Pucci (1545–1547)
- Ranuccio Farnese, O.S.Io.Hieros. (1547–1565)
- Karl Borromäus (1565–1572)
- Giovanni Aldobrandini (1572–1573)
- Stanislaus Hosius (1574–1579)
- Filippo Boncompagni (1579–1586)
- Ippolito Aldobrandini (1586–1592), der spätere Papst Clemens VIII.
- Giulio Antonio Santorio (1592–1602)
- Pietro Aldobrandini (1602–1605)
- Cinzio Passeri Aldobrandini (1605–1610)
- Scipione Caffarelli Borghese (1610–1632)
- Antonio Marcello Barberini, O.F.M.Cap. (1633–1646)
- Orazio Giustiniani (1647–1649)
- Niccolo Albergati-Ludovisi (1650–1687)
- Leandro Colloredo (1688–1709)
- Fabrizio Paolucci (1710–1721)
- Bernardo Maria Conti (1721–1730)
- Vincenzo Petra (1730–1747)
- Gioacchino Bessozzi (1747–1755)
- Antonio Andrea Galli (1755–1767)
- Giovanni Carlo Boschi (1767–1788)
- Francesco Saverio de Zelada (1788–1801)
- Leonardo Antonelli (1801–1811)
- Vakant (1811–1814)

| Name                                     | Geburtsjahr/ Sterbejahr | Ernennung zum Kardinal | Kardinalgroßpönitentiar | Bemerkung |
| ---------------------------------------- | ----------------------- | ---------------------- | ----------------------- | --- |
| Michele Di Pietro                        | * 1747 † 1821           |                        | 1814–1821               | |
| Francesco Saverio Castiglioni            | * 1761 † 1830           | 1816                   | 1821–1829               | der spätere Papst Pius VIII. |
| Emmanuele De Gregorio                    | * 1758 † 1839           | 1816                   | 1829–1839               | |
| Castruccio Castracane degli Antelminelli | * 1779 † 1852           | 1833                   | 1839–1852               | |
| Gabriele Ferretti                        | * 1795 † 1860           | 1839                   | 1852–1860               | |
| Antonio Maria Cagiano de Azevedo         | * 1797 † 1867           | 1844                   | 1860–1867               | |
| Antonio Maria Panebianco OFMConv         | * 1808 † 1885           | 1861                   | 1867–1877               | |
| Luigi Bilio                              | * 1826 † 1884           | 1866                   | 1877–1884               | |
| Raffaele Monaco La Valletta              | * 1827 † 1896           | 1868                   | 1884–1896               | |
| Isidoro Verga                            | * 1832 † 1899           | 1884                   | 1896–1899               | |
| Serafino Vannutelli                      | * 1834 † 1915           | 1887                   | 1899–1915               | |
| Wilhelmus Marinus van Rossum CSsR        | * 1854 † 1932           | 1911                   | 1915–1918               | |
| Oreste Giorgi                            | * 1856 † 1924           | 1916                   | 1918–1924               | |
| Andreas Franz Frühwirth OP               | * 1845 † 1933           | 1915                   | 1925–1927               | |
| Lorenzo Lauri                            | * 1864 † 1941           | 1926                   | 1927–1941               | |
| Nicola Canali                            | * 1874 † 1961           | 1935                   | 1941–1961               | |
| Arcadio María Larraona Saralegui         | * 1887 † 1973           | 1959                   | 1961–1962               | |
| Fernando Cento                           | * 1883 † 1973           | 1958                   | 1962–1967               | |
| Giuseppe Ferretto                        | * 1899 † 1973           | 1961                   | 1967–1973               | |
| Giuseppe Paupini                         | * 1907 † 1992           | 1969                   | 1973–1984               | |
| Luigi Dadaglio                           | * 1914 † 1990           | 1985                   | 1985–1990               | |
| William Wakefield Baum                   | * 1926 † 2015           | 1976                   | 1990–2001               | |
| Luigi de Magistris                       | * 1926 † 2022           | 2015                   | 2001–2003               | de Magistris war während seiner Amtszeit lediglich Erzbischof, weshalb seine Amtsbezeichnung 'Pro-Großpönitentiar' war. Er wurde im Februar 2015 ins Kardinalskollegium aufgenommen. |
| James Francis Stafford                   | * 1932                  | 1998                   | 2003–2009               | |
| Fortunato Baldelli                       | * 1935 † 2012           | 2010                   | 2009–2012               | |
| Manuel Monteiro de Castro                | * 1938                  | 2012                   | 2012–2013               | |
| Mauro Piacenza                           | * 1944                  | 2010                   | 2013–2024               | |
| Angelo De Donatis                        | * 1954                  | 2018                   | seit 2024               | |

1. ↑  Andreas Fischer: Kardinäle im Konklave. Die lange Sedisvakanz der Jahre 1268 bis 1271. Bibliothek des Deutschen Historischen Instituts in Rom. Bd. 118, 2008, S. 221
2. ↑  Fünfzehn neue Kardinäle: Weitere Internationalisierung des Kollegs, Radio Vatikan, 4. Januar 2015